# Missulena rutraspina
Espèce
Missulena rutraspina est une espèce d'araignées mygalomorphes de la famille des Actinopodidae.

## Distribution
Cette espèce est endémique d'Australie. Elle se rencontre en Australie-Occidentale, en Australie-Méridionale et au Victoria

## Publication originale
- Faulder, 1995 : Two new species of the Australian spider genus Missulena Walckenaer (Araneae: Actinopodidae). Records of the Australian Museum Supplement, vol. 52, p. 73-78.